# Jan Mühlstein
Jan Mühlstein (* 3. července 1949, Most) je německý Žid, který byl v letech 1999 až 2011 předsedou Unie progresivních Židů v Německu. Pracuje jako hospodářský novinář v Mnichově.
Je zakládajícím členem liberální židovské obce Beth Shalom (Dům míru) v Mnichově, již do roku 2005 předsedal a znovu od května 2011 předsedá. Mühlstein se zasazuje o náboženskou pluralitu uvnitř židovské komunity.